# Valledoria
Valledoria là một đô thị (comune) ở tỉnh Sassari, vùng Sardinia của Ý. Đô thị Valledoria có diện tích 24,45 km2, dân số thời điểm 31 tháng 5 năm 2009 là 4125 người.